# Newhall-Schießerei 1970
Die Newhall-Schießerei ereignete sich kurz vor Mitternacht am 5. April 1970 am Areal einer Tankstelle in Newhall, einem Stadtteil von Santa Clarita im US-Bundesstaat Kalifornien. Dabei wurden vier junge Polizisten der California Highway Patrol von zwei Schwerverbrechern erschossen.

## Täter
Jack Wright Twining (* 11. September 1935 in North Carolina; † 1970) war seit seinem 16. Lebensjahr straffällig und im Laufe seines Lebens in acht verschiedenen Haftanstalten untergebracht. Seine Vorstrafen umfassten Autodiebstahl in Georgia, versuchter Raubüberfall und Angriff mit tödlicher Waffe auf einen Polizisten in Florida. Am 11. November 1956 gelang ihm die Flucht aus dem Florida State Prison. 17 Tage später überfiel er eine Bank in Louisiana, wobei er 11.790 Dollar erbeutete. Er konnte jedoch kurz nach der Tat verhaftet werden.
Anschließend war er einige Jahre in Alcatraz untergebracht, wo er am 12. Februar 1959 den Mithäftling Walter Mollett im New Industries Building tötete. Er konnte dabei jedoch eine Notwehrsituation glaubhaft machen. Anfang 1969 wurde er auf Bewährung entlassen, er war zu diesem Zeitpunkt im Federal Penitentiary in Tallahassee untergebracht. Mit dem ebenfalls auf Bewährung aus texanischer Haft entlassenen Bobby Augustus Davis (1942–2009) reiste er anschließend nach Kalifornien, um weitere Verbrechen zu begehen.

## Fahndung
Am 5. April 1970 waren Twining und Davis spätnachts mit einem 1964er Pontiac Grand Prix auf der Interstate 5 unterwegs. Laut späteren Ermittlungen waren sie auf der Suche nach Sprengstoff von Baugeländen, um damit einen Überfall auf einen Geldtransporter auszuführen. Zudem sollen die beiden die Entführung von Bankmanagern in Los Angeles geplant haben, um Lösegeld zu erpressen. Sie waren mit falschen Ausweispapieren und einer Rückbank voller Schusswaffen ausgerüstet, da sie auch noch Schießübungen ausführen wollten. Beide waren inzwischen wegen Verstoßes gegen Bewährungsauflagen und eines ungeklärten Tötungsdeliktes in Oregon zur Fahndung ausgeschrieben.
Als Twining auf der Suche nach Sprengstoff das Fahrzeug verlassen hatte, wendete Davis auf der Interstate und schnitt dabei einen anderen Verkehrsteilnehmer. Als dieser Davis verfolgt hatte und aus dem Fahrzeug heraus zur Rede stellte, bedrohte Davis diesen und seine Ehefrau mit einem kurzläufigen Revolver. Unter dem Vorwand, ein Polizeiwagen nähere sich, konnte der Mann Davis zur Flucht animieren. Die beiden Eheleute meldeten den Vorfall schließlich rund 15 Minuten später von einer Tankstelle aus telefonisch der California Highway Patrol. Kurz darauf wurde Einheit 78-8 mit Officer Roger Gore und Officer Walter Frago informiert, die eine Beschreibung des Wagens, des Nummernschildes und des Fahrers erhielten.
In der Zwischenzeit hatte Davis seinen Partner Twining wieder aufgenommen. Beide fuhren auf der Interstate in südlicher Richtung auf Long Beach zu. Während der Fahrt erzählte Davis Twining von dem Vorfall beim Wendemanöver. Einheit 78-8 hatte sich bei Castaic Junction postiert und konnte den gesuchten Wagen etwa 20 Minuten später sichten. Sie nahmen die Verfolgung auf und forderten Unterstützung an. Einheit 78-12 mit Officer James Pence und Officer George Alleyn, befand sich nur drei Meilen südlich der Position von Einheit 78-8 am Valencia Boulevard. Dort vereinbarten die beiden Einheiten den Ort der Anhaltung.
Davis hatte jedoch inzwischen Einheit 78-8 hinter sich bemerkt und verließ die Interstate etwa eine Meile vor der bereitstehenden Einheit 78-12 über den Henry Majo Drive. Einheit 78-8 blieb hinter ihnen, während Einheit 78-12 nun wendete und sich über die Interstate in nördlicher Richtung ebenfalls zur Abfahrt Henry Majo Drive bewegte.
Am Ende des Henry Majo Drive fuhren Davis und Twining nördlich auf die California State Route 99 und kurz darauf auf das Gelände einer Tankstelle mit danebenliegendem Coffee Shop und ausgedehnten Parkflächen. Davis hielt den Wagen kurz nach der Einfahrt und etwa 15 Meter von der Tankstelle entfernt an, weshalb die nachfolgende Einheit 78-8 gezwungen war, etwa eine Wagenlänge hinter ihnen mitten in der Zufahrt stehenzubleiben, wo sie beidseitig durch etwa einen Meter tiefe Gräben begrenzt waren. Durch die Scheinwerfer ihres Streifenwagens und den Lichtern an der Tankstelle und den Parkplätzen dürften sie erkannt haben, dass sie es mit zwei Verdächtigen zu tun hatten und nicht mit einem, wie es von dem Augenzeugen an die Zentrale geschildert worden war.

## Schießerei
Officer Gore und Officer Frago stiegen mit gezogenen Dienstwaffen aus ihrem Fahrzeug und forderten die beiden auf auszusteigen, was diese jedoch die ersten beiden Male ignorierten. Erst nach der dritten Aufforderung stieg lediglich Davis aus dem Wagen, der zudem mehrmals aufgefordert werden musste, seine Hände hoch zu nehmen. Die Amtshandlung wurde von rund 30 Augenzeugen der Tankstelle und des Coffee Shops beobachtet. Nachdem Davis die Beine gespreizt und beide Hände auf das Dach des Wagens gelegt hatte, näherte sich Officer Gore der Fahrerseite. Officer Frago näherte sich etwa zeitgleich der Beifahrerseite. Er hatte den Kolben seines "Remington 870"-Gewehrs an der rechten Hüfte eingesetzt, mit dem Lauf nach oben gerichtet. Es war zu diesem Zeitpunkt 23:55 Uhr.
Als Frago die Beifahrertüre öffnen wollte, sprang Twining aus dem Wagen und tötete den Officer durch zwei schnelle Schüsse aus einer Smith & Wesson Model 28, die Frago in den Oberkörper trafen. Danach schoss Twining noch zweimal auf Officer Gore, verfehlte diesen jedoch. Officer Gore entfernte sich von Davis und schoss einmal auf Twining, den er jedoch ebenfalls verfehlte. Nun zog auch Davis eine Smith & Wesson Bodyguard, dieselbe, mit der er zuvor den Autofahrer auf der Interstate bedroht hatte, und tötete Gore durch zwei Schüsse in den Oberkörper.
Gegen 23:56 Uhr, nur knapp über eine Minute nach der Anhaltung, traf auch Einheit 78-12 am Ort des Geschehens ein. Die beiden Officer kamen parallel zu Einheit 78-8 zum Stillstand und wurden sofort von Davis und Twining beschossen, die sich vor ihrem Pontiac verschanzt hatten. Während Officer Pence um Unterstützung funkte, holten sich die beiden Täter neue Waffen von der Rückbank ihres Wagens. Nachdem beide Officers ihren Wagen verlassen hatten, erwiderten sie den Beschuss. Officer Pence ging hinter seiner Fahrertüre in Stellung, während Officer Alleyn hinter dem Fahrzeug von Einheit 78-8 Deckung suchte. Nach einem kurzen Schusswechsel rannte Davis mit einer abgesägten Pumpgun auf die beiden Streifenwagen zu, wobei er von Officer Alleyn mehrfach verfehlt wurde. Officer Pence stand noch im Schusswechsel mit Twining. Als sich Officer Alleyn hinter Einheit 78-8 aufrichtete, wurde er von Davis mehrfach getroffen und getötet. Da er über keine Munition mehr verfügte, lief Davis zum getöteten Officer Frago zurück und nahm ihm dessen Dienstwaffen ab.
Inzwischen war Gary Kness, ein Ex-Marine, auf die Schießerei aufmerksam geworden, als er sich auf dem Weg zu seiner Nachtschicht befand. Er lief sofort zu Officer Alleyn und versuchte ihn erfolglos in Sicherheit zu ziehen. Mit dem Gewehr von Alleyn versuchte er auf die Täter zu schießen, doch die Munition war verbraucht. Daraufhin nahm er den Dienstrevolver des Officers und schoss auf Davis, wobei ein Projektil am Pontiac zersplitterte. Zwei dieser Fragmente trafen Davis im Brustbereich, verletzten ihn aber nur leicht. Twining traf inzwischen Officer Pence mit einem Colt M1911 in die Brust und beide Beine. Danach lief er zu ihm und tötete ihn schließlich durch einen Kopfschuss aus kurzer Entfernung.
Kness war inzwischen durch einen Sprung in einen der Gräben geflüchtet, da er keine schussbereite Waffe mehr hatte. Nach dem Eintreffen weiterer Officers und einem kurzen Schusswechsel flüchteten die Täter.

## Nachwirkungen
Bobby Davis raubte ein Fahrzeug und versuchte zu fliehen, wurde jedoch kurz darauf verhaftet. Er wurde wegen Mordes zum Tode verurteilt, jedoch 1972 zu lebenslanger Haft begnadigt. Er beging 2009 im Kern Valley State Prison Suizid durch Erhängen.
Jack Twining stürmte ein nahegelegenes Haus an der Pico Canyon Road und nahm einen Familienvater als Geisel. Er telefonierte anschließend mit dem Los Angeles County Sheriff’s Department, seinem Komplizen Bobby Davis und einem Medienvertreter. Nach mehreren Stunden erschoss er sich selbst, als die Polizei unter Tränengaseinsatz zur Stürmung ansetzte. Die Geisel blieb unverletzt.
Es war die opferreichste Schießerei in der kalifornischen Polizeigeschichte bis zum 21. März 2009, als ebenfalls vier Polizisten in Oakland erschossen wurden.
Der Fall wurde intensiv aufgearbeitet und führte zur Veränderung und Verbesserung der Ausbildung und Ausrüstung der kalifornischen Polizei. Es wurde ein 7-Punkte-Programm für Verkehrskontrollen und ein rund zehnminütiges Lehrvideo des Los Angeles County Sheriff’s Department erstellt, in welchem die Geschehnisse vom 5. April 1970 nachgestellt wurden. Als erste große Polizeibehörde in den USA führte die Highway Patrol zudem Schnell-Ladesysteme (Speedloader) für die Dienstrevolver ein.
Weitere Punkte betrafen unter anderem die Vereinheitlichung der Munition, da die Polizisten im Dienst mit dem .357 Magnum-Kaliber schossen, während sie in der Ausbildung jedoch nur mit der .38 Special trainierten, sowie die Einführung von Schutzwesten; diese hätten vermutlich drei der vier Polizisten das Leben gerettet. Eine Lösung für die Bewaffnung kam erst 1990 mit der Einführung der halbautomatischen Standardpistole Smith & Wesson Model 4006.
2008 wurde ein Abschnitt der Interstate 5 nach den vier getöteten Polizisten benannt.